# 173フィート型駆潜艇
173フィート型駆潜艇は、第二次世界大戦期にアメリカ海軍が整備した駆潜艇の艦級。

## 来歴
第一次世界大戦で建造された駆潜艇やイーグル級哨戒艇は、明らかに戦時急造艦ではあったが、次なる戦争でも同様の艦艇は有用であろうと考えられていた。すなわち、サンディエゴからパナマ運河などの近海護衛・沿海哨戒をこれらの比較的小型の艦艇に担当させることで、より大型で貴重な護衛駆逐艦や駆逐艦を他の任務に振り分けられると期待された。
1930年代初頭より、イーグル級哨戒艇の後継艦艇についての検討が着手された。まず1938年度で、プロトタイプとしてPC-451・452の2隻が建造された。PC-451は全長165フィート (50 m)、船型は船首楼型、主機はディーゼルエンジン（GM 16-2588）であり、高い船首乾舷のおかげで航洋性に優れていたものの、船体があまりに小さく、発展余地に乏しかった。一方、PC-452は全長173フィート (53 m)、船型は平甲板型、主機は蒸気タービンであった。船体が大きいぶんだけ、追加の人員装備を収容する余裕があったが、蒸気タービン主機には実験的な部分が多く、動作は不安定であった。
これらを踏まえて、1940年7月12日、艦船局（BuShips）は、PC-452の船体にPC-451の主機を組み合わせることをリコメンドした。これに応じて建造されたのが本型であり、1941年10月6日にデフォー・シップビルディング社がPC-471を竣工させたのを皮切りに大量建造が開始された。

## 設計
上記の経緯より、本型ではPC-452と同様の平甲板型の船型が採用された。船首楼型のPC-451は、コールドウェル級などの平甲板型駆逐艦を凌駕するといわれる高い航洋性を発揮していたのに対し、平甲板型のPC-452は船首乾舷が低く波を被りやすいため、航洋性には不安が残っていたことから、本型でPC-452に準じた設計を採用したことは議論の的となった。ただしPC-451の航洋性が保たれていたのは、もともと船体が小さく装備の追加が難しく、就役後に排水量があまり増大しなかったためという部分が大きく、必ずしも船体設計だけによるものではなかった。本型の運用実績が重ねられていくにつれて、批判は収まっていった。
本型では、一般的な船団の速度に10ノットのマージンを加えて、22ノットの速力として計画された。しかし当時、使用できる主機は潜水艦用の1,500馬力のディーゼルエンジンしかなく、所定の出力を確保できなかった。後述のように、途中で装備が強化されたことから、出力不足の問題は更に深刻化した。エンジンとしては、PC-451で採用されたGM 16-2588のほか、フェアバンクス・モース38D8 1/8も用いられた。
PC-452で搭載された蒸気タービンであれば十分な出力があったが、上記の通り、これは実験的な部分が多く、動作は不安定であったため、棄却された。また、より大出力のエンジンへの換装や、小主機との併用も検討されたものの、そのような大規模な設計変更を行った場合、建造速度の低下を招くことから、こちらも棄却された。

## 装備
当初計画では、艦砲として50口径7.6cm単装砲1基を搭載する予定とされていたが、大統領の命令により、2基に増備された。その後、1942年10月、50口径7.6cm単装砲の一時的な供給不足により、後部の砲を56口径40mm単装機銃に変更することが決定され、後にこの配置は恒久的なものとなった。
対潜兵器としてはヘッジホッグ対潜弾投射機の搭載が要望されたものの、そのためには船首の31番砲を撤去する必要があり、断念された。かわりに、より簡素なマウストラップが搭載された。また爆雷投射機2基と同投下軌条2条も設置されていた。
1942年11月、海軍作戦部副長（VCNO）は、70口径20mm機銃（Mk.10）3基と爆雷投射機（K砲）4基という構成を決定した。また太平洋のように経空脅威が深刻な海域では20mm機銃は5基に増備された。1944年には24隻が砲艇（PGM）に改装され、50口径7.6cm単装砲1基のほか、56口径40mm連装機銃1基、20mm機銃6門、60mm迫撃砲1基、12.7mm機銃2挺と発煙弾発射機2基を搭載した。また他の35隻は駆潜管制艇（PCC; Control Submarine Chasers）に類別変更された。

## 配備
木製船体の110フィート型駆潜艇と並行して建造されることとされ、1941年に403隻が発注された。またこれとは別に、掃海艇仕様の18隻も追加され、こちらはアドロイト級掃海艇として就役した。